# Zenepos
Zenepos é um gênero de gastrópodes pertencente a família Raphitomidae.

## Espécies
- †Zenepos lacunosa (Hutton, 1885)
- Zenepos totolirata (Suter, 1908)[2]
- Zenepos ziervogelii (Gmelin, 1791)

Espécies trazidas para a sinonímia
- Zenepos mimica (Sowerby III, 1897): sinônimo de Nepotilla mimica (Sowerby III, 1897)
- Zenepos minuta (Tenison-Woods, 1877): sinônimo de Nepotilla minuta (Tenison-Woods, 1877)